# فسژن اکسیم
فسژن اکسیم (به انگلیسی: Phosgene oxime) یک ترکیب شیمیایی با شناسه پاب‌کم ۶۵۵۸۲ است. که جرم مولی آن 113.93 g mol−۱ می‌باشد. شکل ظاهری این ترکیب، بلور بی‌رنگline solid or yellowish-brown liquid است.